# Eskolim
Eskolim és una organització paraigua, fundada l'any 2009 a Ziburu, que agrupa diverses xarxes d'escoles associatives dedicades a l'ensenyament mitjançant la immersió lingüística en llengües pròpies de diverses regions de França. Les xarxes membres d'Eskolim inclouen La Bressola (català), Seaska (basc), Diwan (bretó), La Calandreta (occità), ABCM-Zweisprachigkeit (alemany i alsacià) i Scola Corsa (cors). Aquesta última es va integrar oficialment a Eskolim el 2021, el mateix any en què Jean-Sébastien Haydn, president de La Bressola, va ser escollit president de l'associació. Pel que fa als nivells educatius, les escoles associades a Eskolim ofereixen ensenyament des de l'educació infantil fins a l'educació secundària.
Durant el curs 2024-2025, el conjunt d'escoles d'Eskolim agrupava 188 centres i més de 14.000 alumnes. Tot i l'arrelament social d'aquests projectes, l'ensenyament en aquestes llengües ha estat objecte de debat a França. El 21 de maig de 2021, el Consell Constitucional va censurar diversos articles de la llei de protecció i promoció de les llengües, incloent-hi el que permetia l'ensenyament per immersió, impulsades pel polític bretó Paul Molac. Aquesta decisió va provocar nombroses mobilitzacions arreu del territori el 29 de maig de 2021 en defensa d’aquest model educatiu.